# Aloe linguiformis
Aloe linguiformis é uma espécie de liliopsida do gênero Aloe, pertencente à família Asphodelaceae.